# Pazo de Raxoi

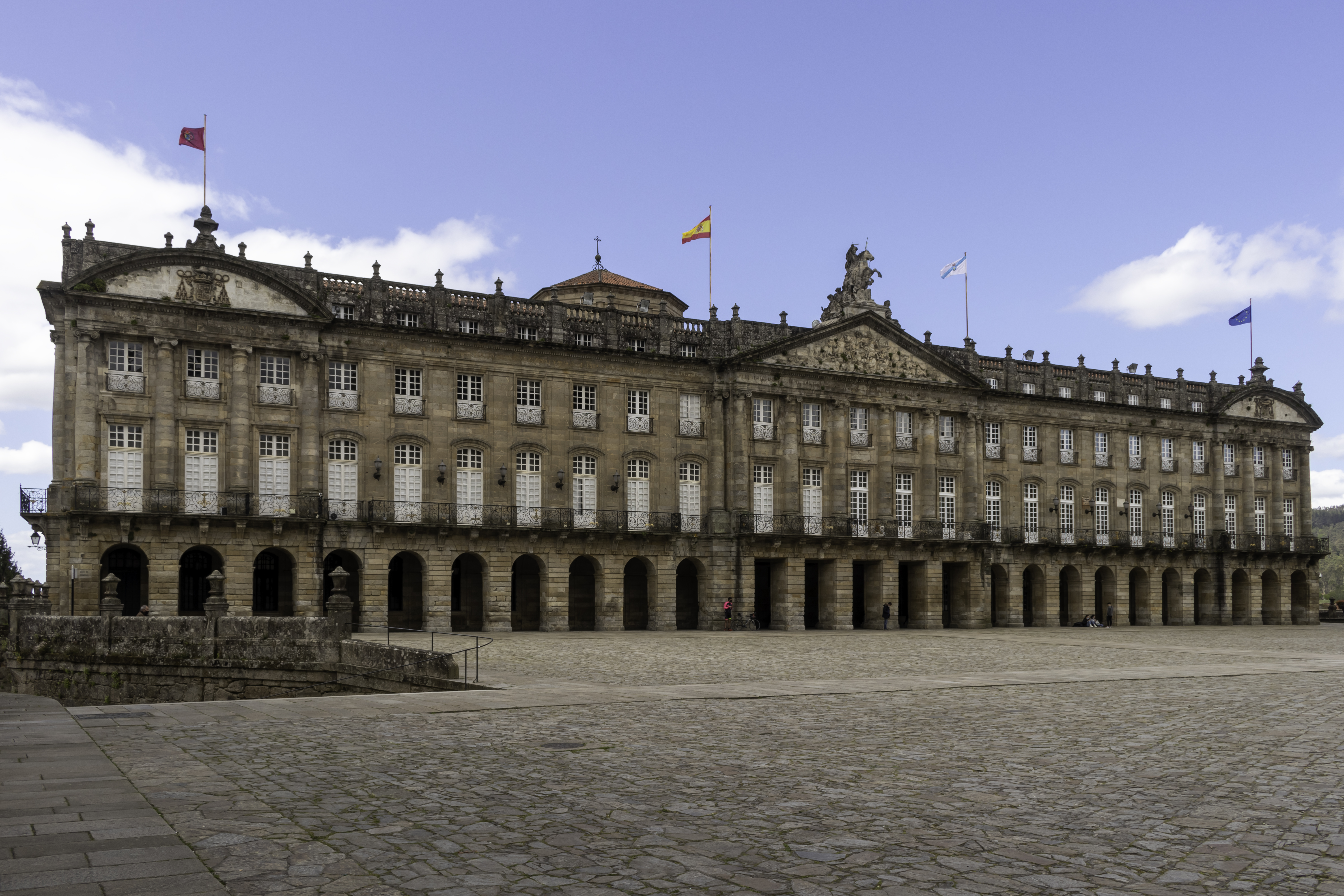
Het Palacio de Rajoy

Het Palacio de Rajoy (Galicisch: Pazo de Raxoi) is een monumentaal gebouw in het centrum van de Spaanse stad Santiago de Compostella. Het neoclassicistische gebouw is gebouwd tussen 1766 en 1772 als seminarie, stadhuis en gevangenis. Sinds de democratische overgang in 1978 doet het gebouw dienst als stadhuis en zetel van het presidentschap van de Xunta de Galicia, de regionale regering. 
Het gebouw is gelegen aan het plein Plaza del Obradoiro, tegenover de kathedraal. Aan dat plein ligt ook het hoofdgebouw van de Universiteit van Santiago de Compostella. 